# Хаиши (Тетрицкаройский муниципалитет)
Хаиши (груз. ხაიში) — село в Грузии, на территории Тетрицкаройского муниципалитета края (мхаре) Квемо-Картли.

## География
Село находится в юго-восточной части Грузии, к югу от реки Алгети, на расстоянии приблизительно 19 километров (по прямой) к востоку от города Тетри-Цкаро, административного центра муниципалитета.

## Население
По результатам официальной переписи населения 2014 года в Хаиши проживал 491 человек (250 мужчин и 241 женщина). В национальной структуре населения грузины составляли 99,2 %.
| Год  | Население, человек |
| ---- | ------------------ |
| 2002 | 597                |
| 2014 | ↘ 491              |